# Anúcita
Anúcita (oficialmente Anuntzeta/Anúcita) es un concejo del municipio de Ribera Alta, en la provincia de Álava, País Vasco (España).

## Localidades
Forman parte del concejo las localidades de:
- Anúcita (oficialmente Anuntzeta/Anúcita)
- Mimbredo

## Demografía
| Gráfica de evolución demográfica de Anúcita entre 2000 y 2017 |
|                                                               |
| Población de derecho según los censos de población del INE.   |